# 그레고어 코벨
그레고어 코벨(독일어: Gregor Kobel, 1997년 12월 6일 ~ )은 스위스의 축구 선수로, 포지션은 골키퍼이다. 현재 독일 분데스리가의 보루시아 도르트문트 소속이다.

## 국가대표 경력
- 2021 UEFA 유로
- 2022 FIFA 월드컵
- 2024 UEFA 유로

## 출전 통계
| 클럽           | 시즌    | 출전 | 득점 |
| -------------- | ------- | ---- | ---- |
| 호펜하임       | 2016-17 | 0    | 0    |
| 호펜하임       | 2017-18 | 3    | 0    |
| 호펜하임       | 2018-19 | 3    | 0    |
| 아우크스부르크 | 2018-19 | 18   | 0    |
| 슈투트가르트   | 2019-20 | 31   | 0    |
| 슈투트가르트   | 2020-21 | 34   | 0    |
| 도르트문트     | 2021-22 | 40   | 0    |
| 도르트문트     | 2022-23 | 35   | 0    |
| 도르트문트     | 2023-24 | 42   | 0    |
| 도르트문트     | 2024-25 | 45   | 0    |

## 수상

#### 그라스호퍼 클럽 취리히 U18
- 스위스 U18 리그 : 2013-14

#### 보루시아 도르트문트
- UEFA 챔피언스리그 준우승 : 2023-24

### 개인
- VDV 올해의 팀 : 2022-23, 2023-24
- 분데스리가 올해의 팀[1] : 2022-23, 2023-24
- 키커 분데스리가 올해의 팀[2] : 2022-23, 2023-24
- UEFA 챔피언스리그 시즌의 팀 : 2023-24
- UEFA U-17 유로 토너먼트의 팀 : 2014

1. ↑  사무국 선정
2. ↑  주간 베스트 최다